# Bert Hoffmann
Bert Hoffmann (Berlín, 6 de febrero de 1966) es un politólogo alemán en el German Institute of Global and Area Studies (GIGA) en Hamburgo. Es director de la oficina del GIGA en Berlín, codirector ad interim del Instituto de Estudios Latinoamericanos del GIGA, profesor en la Universidad Libre de Berlín y Presidente del CEISAL (Consejo Europeo de Investigaciones Sociales de América Latina).  

## Trayectoria académica
Bert Hoffmann estudió ciencias políticas en la Universidad Libre de Berlín, donde también escribió su tesis doctoral sobre "La política de Internet en el desarrollo del Tercer Mundo". Entre 1993 a 1998 fue investigador en el entonces Instituto para Estudios Iberoamericanos en Hamburgo (hoy: Instituto GIGA de Estudios Latinoamericanos), luego entre 1998 y 2003 trabajó en el Instituto de América Latina de la Universidad Libre de Berlín, y finalmente en 2003 se reintegró en el GIGA en Hamburgo. En 2007 fue invesigaodor visitante en el Nuffield College, Universidad de Oxford. lideró la transformación de las publicaciones de los institutos regionales en publicaciones de acceso abierto. En el mismo año fue nombrado profesor honorario en la Universidad Libre de Berlín. Desde 2015 es director de la oficina GIGA de Berlín.Desde 2023 es Presidente del Consejo Europeo de Investigaciones Sociales de América Latina, CEISAL. 
La investigación de Hoffmann se centra en el desarrollo social y político América Latina y el Caribe. Es experto en Cuba y ha publicado numerosos artículos y libros que analizan la. transformación política, social y económica del país desde 1989. Hoffmann interpreta la sucesión de Fidel Castro a Raúl Castro en 2006 como la transición del "socialismo carismático" al "socialismo burocrático", que promete una reforma económica gradual y una mayor eficiencia administrativa que en el anterior modelo de liderazgo personalizado.Un reciente proyecto de investigación examinó el surgimiento de nuevas desigualdades sociales y raciales en la isla.  Basándose en una encuesta realizada a más de 1000 entrevistados en todas las provincias,  el proyecto encontró diferencias notables con respecto a los ingresos, la participación en el pequeño sector privado de la economía, los viajes, el acceso a Internet y otros indicadores de la isla que, en muchos aspectos, hacen eco de las jerarquías socioeconómicas de la Cuba prerrevolucionaria. Si bien después de la Revolución de 1959 el sector estatal de la economía había sido el motor de la movilidad social, la depresión de los salarios estatales le ha dado la vuelta a este proceso. La investigación encontró que el acceso a las remesas de los emigrantes como capital inicial para los negocios privados y la posibilidad de obtener una ciudadanía extranjera son activos cruciales, que están altamente sesgados hacia los cubanos "blancos", en detrimento de los afrodescendientes.
Los intereses de investigación de Hoffmann  incluyen las implicaciones políticas de los medios digitales; el debate conceptual sobre los estudios comparativos de áreas; y las cambiantes relaciones entre los estados y sus ciudadanos emigrados. Un proyecto de investigación analizó las políticas de emigración de todos los estados latinoamericanos desde una perspectiva comparativa. En recientes contribuciones analiza el impacto de la crisis de COVID-19 en América Latina y el Caribe Además, con la mirada puesta en la historiografía ecológica, ha descrito la importancia de las enfermedades infecciosas, en primer lugar la fiebre amarilla, para el desarrollo político de América Latina y el Caribe hasta principios del siglo XX. Al hacerlo, hace especial referencia a la medida en que estas epidemias han sido reprimidas de la memoria colectiva y que apenas figuran en la historiografía dominante. Bert Hoffmann participa actualmente en el Centro Germano-Latinoamericano de Investigación y Formación en Infección y Epidemiología (GLACIER por sus siglas en inglés), financiado por el DAAD, y dirige en este marco un estudio comparativo de la política de vacunación contra el COVID-19 en México, Cuba y los seis estados de Centroamérica.
Bert Hoffmann es miembro del consejo científico de la revista académica European Review of Latin American and Caribbean Studies, miembro del Consejo Científico del Centro de estudios Iberoamericanos de la Universidad de Heidelberg HCIAS, 2023 - 2026; e Investigador Honorario en The University of the West Indies, Sir Arthur Lewis Institute of Social and Economic Studies (SALISES), Mona Campus (Jamaica), 2023 - 2025.

## Publicaciones

### Libros
- - Hoffmann, Bert (ed.): Políticas sociales y reforma institucional en la Cuba pos-COVID; Opladen: Verlag Barbara Budrich, 2021. ISBN: 978-3-8474-2546-5 Acceso abierto
  - Emigrant Policies in Latin America and the Caribbean (with Luicy Pedroza and Pau Palop). Santiago de Chile: FLASCO Chile 2016 ISBN 9789562052573 (Acceso abierto)
  - Debating Cuban Exceptionalism (zus. mit Laurence Whitehead). New York/London: Palgrave, 2007; ISBN 9781403980755
  - Cuba. Apertura y reforma económica. Perfil de un debate. Caracas: Nueva Sociedad 1995; ISBN 9789803170738
  - The Politics of the Internet in Third World Development. Challenges in Contrasting Regimes with Case Studies of Costa Rica and Cuba. New York: Routledge, 323p., 2004; ISBN 9780415650977

### Artículos (selección)
- Re-Colonizing Memory: Guadeloupe's Slavery Museum and the Struggle over Identity in the French Caribbean. En Boas Blog, 28 de abril de 2020, https://boasblogs.org/humboldt/re-colonizing-memory/.

- COVID-19 in the Caribbean: So Open, so Vulnerable. En: AULA Blog, abril de 2020. (Acceso abierto)
- When Racial Inequalities Return: Assessing the Restratification of Cuban Society 60 Years After Revolution (con Katrin Hansing); en: Latin American Politics and Society vol. 62, no. 2 (verano 2020), p. 29–52.(Acceso abierto).
- Assessing the Political and Social Impact of the COVID-19 Crisis in Latin America (con Merike Blofield und Mariana Llanos. En GIGA Focus Latin America, 3 (abril de 2020) Acceso abierto Archivado el 29 de julio de 2020 en Wayback Machine.
- Bureaucratic socialism in reform mode: the changing politics of Cuba’s post-Fidel era. En: Third World Quarterly, 37, 9(2016), 1730–1744.
- Communicating Authoritarian Elite Cohesion (con Andreas Schedler). En: Democratization, 23, 1 (2016), 93–117.
- The international dimension of authoritarian regime legitimation: insights from the Cuban case. En: Journal of International Relations and Development, 18 (2015), 556–574.
- Latin America and Beyond: The Case for Comparative Area Studies. En: European Review of Latin American and Caribbean Studies, 100, 2015, 111–120.
- Area Studies (with Andreas Mehler). En: Bertrand Badie / Dirk Berg-Schlosser / Leonardo Morlino (eds.), International Encyclopedia of Political Science, Newbury: Sage, 86–89 ISBN 9781412959636.
- Turning the Symbol Around: Returning Guantánamo Bay to Cuba. En: Abraham F. Lowenthal / Theodore Piccone / Laurence Whitehead (eds.), The Obama Administration and the Americas. Agenda for Change, Washington D.C.: The Brookings Institution, 2009, p. 136–144; ISBN 9780815703099.
- Civil Society 2.0?: How the Internet Changes State-Society Relations in Authoritarian Regimes: The Case of Cuba. GIGA Working Paper, No. 156, January 2011, Hamburg: GIGA (Acceso abierto Archivado el 29 de noviembre de 2020 en Wayback Machine.).
- Bringing Hirschman Back In: “Exit”, “Voice”, and “Loyalty” in the Politics of Transnational Migration. En: The Latin Americanist, 54 (2010) 2, p. 57–73.
- Charismatic Authority and Leadership Change: Lessons from Cuba's Post-Fidel Succession. En: International Political Science Review, 30 (2009) 3, p. 229–248.
- Why Reform Fails: The ‘Politics of Policies’ in Costa Rican Telecommunications Liberalization. En: European Review of Latin American and Caribbean Studies, 84 (2008) p. 3–19.